# Andrew Stuart Tanenbaum
Andrew Stuart Tanenbaum, detto Andy (White Plains, 16 marzo 1944), è un informatico statunitense, professore di informatica alla Libera università di Amsterdam.

## Biografia
Andrew Stuart Tanenbaum nasce nello stato di New York nel 1944. Si laurea in fisica nel 1965 presso il MIT e consegue il dottorato, sempre in fisica, nel 1971 all'Università della California a Berkeley. Si trasferisce nei Paesi Bassi con sua moglie, di nazionalità olandese, ma conserva la cittadinanza statunitense.
È autore di alcuni dei più famosi libri di informatica, spesso usati come testo per studenti universitari come:
- Structured Computer Organization (Architettura dei calcolatori)
- Computer Networks (Reti di calcolatori)
- Operating Systems: Design and Implementation
- Modern Operating Systems (I moderni sistemi operativi)
- Distributed Systems: Principles and Paradigms (Sistemi distribuiti: principi e paradigmi)

È anche autore di parecchi progetti informatici molto importanti per la tecnologia informatica moderna; tra questi:
- Minix un piccolo sistema operativo Microkernel, di tipo Unix, creato a scopo didattico, che fu modello e fonte di ispirazione per Linus Torvalds, nella creazione del kernel Linux;
- Amoeba, un sistema operativo di rete distribuito;
- Paramecium, un altro sistema operativo distribuito.
- Amsterdam Compiler Kit compilatore C multitarget

Tanenbaum è diventato noto a un più ampio pubblico anche per una discussione pubblica avvenuta tra lui e Linus Torvalds sui vantaggi e svantaggi dei Microkernel e i sistemi monolitici, svoltasi dal 29 gennaio 1992, nella quale pronunciò una frase rimasta famosa, per lo sviluppo che successivamente ebbe Linux nell'immediato futuro:
(Andrew S. Tanenbaum a Linus Torvalds parlando di Linux)